# Happy Daze
Happy Daze è un cortometraggio muto del 1921 scritto e diretto da Charles Reisner.

## Produzione
Il film fu prodotto dalla Century Film.

## Distribuzione
Distribuito dall'Universal Film Manufacturing Company, il film - un cortometraggio in due bobine - uscì nelle sale cinematografiche USA il 5 gennaio 1921.